# Аффентрангер, Ксавер
Ксавер Аффентрангер (нем. Xaver Affentranger, род. 1 декабря 1897 года — ум. ???) — швейцарский двоеборец, прыгун с трамплина и лыжник, участник первых зимних Олимпийских игр 1924, бронзовый призёр чемпионата мира 1925 года.

## Спортивная биография
В 1924 году Ксавер Аффентрангер представлял Швейцарию на первых в истории зимних Олимпийских играх во французском городе Шамони. Также, как и большинство других спортсменов, Аффентрангер выступил сразу в нескольких видах спорта. В прыжках с трамплина швейцарский спортсмен, набрав всего 7,813 балла занял 24-е место, при этом на такой результат повлиял его неудачный первый прыжок, когда Ксавер упал при приземлении. В лыжных гонках на 18 километров Аффентрангер закончил дистанцию с 22-м временем. Также швейцарец выступил в лыжном двоеборье. Прыжковая часть для Ксавера сложилась неудачно. По итогам двух прыжков швейцарский спортсмен показал только 16-й результат, набрав 13,375 балла. В лыжных гонках Аффентрангер также не сумел показать хороший результат, заняв 14-е место, показав на 18-километровой дистанции время 1:36:36. Сумма в двоеборье рассчитывалась, как среднее значение, полученное по итогам прыжков и лыжной гонки. Заработав по итогам соревнований 11,188 балла, Ксавер занял 17-е место.
В 1925 году прошёл второй чемпионат мира по лыжным видам спорта. В лыжном двоеборье Ксавер смог завоевать медаль, заняв третье место, уступив при этом только двум спортсменам из Чехословакии.